# مايكل ريفن
مايكل ريفن (بالإنجليزية: Michael Raven)‏ هو مصور سينمائي ومخرج أمريكي، ولد في 1969 في دالاس في الولايات المتحدة.

## وصلات خارجية
- مايكل ريفن على موقع IMDb (الإنجليزية)
- مايكل ريفن على موقع قاعدة بيانات الفيلم (الإنجليزية)
- مايكل ريفن على موقع كينوبويسك (الروسية)